# Pasir Biru (Cibiru)
Pasir Biru is een bestuurslaag in het regentschap Kota Bandung van de provincie West-Java, Indonesië. Pasir Biru telt 15.067 inwoners (volkstelling 2010).